# Phytolopsis punctata
Phytolopsis punctata är en ormart som beskrevs av Gray 1849. Phytolopsis punctata är ensam i släktet Phytolopsis som ingår i familjen Homalopsidae. IUCN kategoriserar arten globalt som otillräckligt studerad. Inga underarter finns listade i Catalogue of Life.
Denna orm förekommer på Malackahalvön, på Sumatra och på södra Borneo. Den vistas gärna i vattendrag och i träskmarker med några träd.
Arten är med en längd av 0,75 till 1,5 meter en medelstor orm. Den äter fiskar och groddjur. Honor föder levande ungar (ovovivipari).